# Hartman II. z Lichtenštejna
Hartman II. z Lichtenštejna na Valticích (německy Hartmann II. von Liechtenstein-Feldsberg; 6. května 1544 – 5. října 1585 Lednice) byl moravský šlechtic z rodu Lichtenštejnů se sídlem na Mikulově, sběratel a mecenáš umění. Zastával úřad císařského rady.

## Život

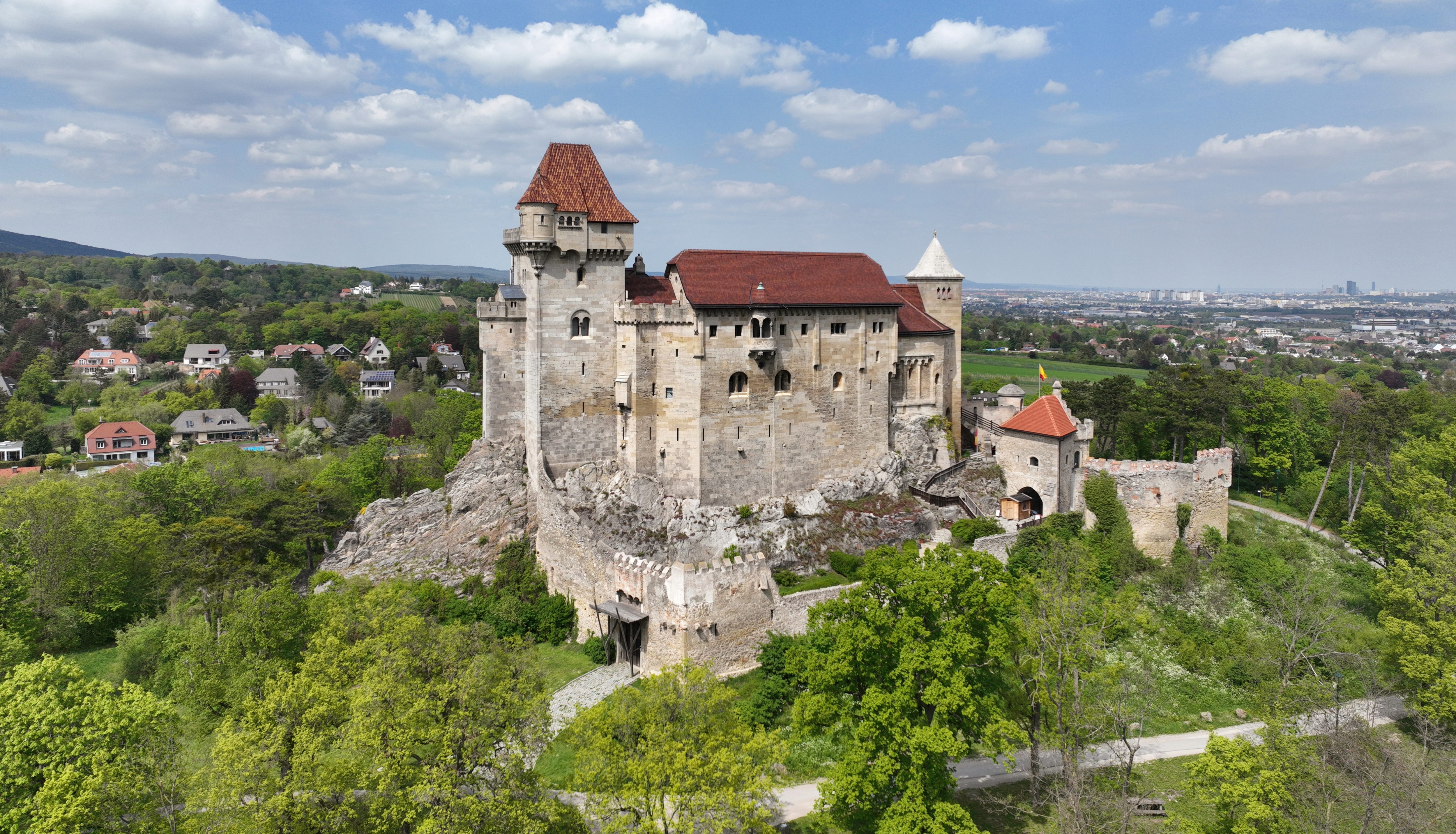
Hrad Liechtenstein v Dolních Rakousích

Narodil se jako syn Jiřího Hartmana I. z Lichtenštejna (1513–1562) a jeho manželky Zuzany z Lichtenštejna-Mikulova (1520–1595), dcery Jiřího VI. z Lichtenštejna-Steiereggu (1480–1548) a Magdaleny z Polheimu

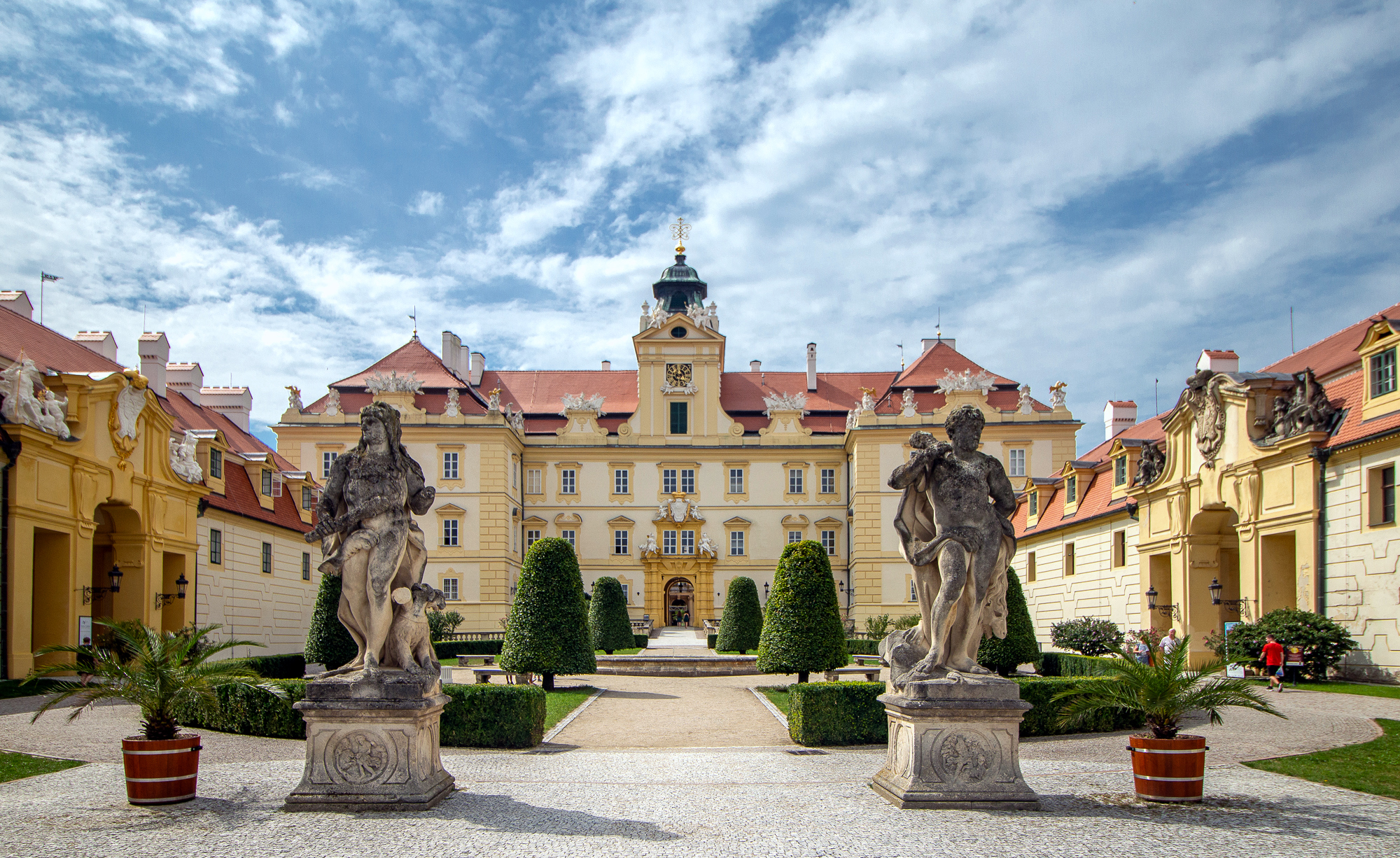
Zámek Valtice

(1497). Byl vnukem říšského rady Hartmana I. z Lichtenštejna na Valticích († 1539) a jeho druhé manželky Johany z Meinburgu († 1521). 
Hartman II. byl pánem na hradě Liechtensteinu, na Mikulově, Valticích, Lednici a Steyreggu. Byl to zřejmě on, kdo nechal zbořit lednickou vodní tvrz a nahradit renesančním zámkem, později, v 17. století barokně přestavěném do dnešní podoby.
Hartman měl mnoho zájmů a byl také milovníkem knih. V době, kdy knihy byly luxusním zbožím, vlastnil sbírku asi 230 svazků a menší sbírku obrazů. Po jeho smrti pokračovali synové v rozšiřování této sbírky. Většina těchto předmětů se stala základem rozsáhlé umělecké sbírky Lichtenštejnů, která je dodnes v majetku rodu.

#### Manželství a rodina
Dne 28. října 1568 se Hartman II. v Ortenburgu oženil s hraběnkou Annou Marií Ortenburskou (1547 – 16. prosince 1601), dcerou hraběte Karla I. Ortenburského (1502–1552) a hraběnky Maxmiliany Frauenbergové z Haagu († 1559). Manželé měli devět dětí:
- Karel I. (1569–1627), 1. kníže z Lichtenštejna (1608–1627) a vévoda opavský a krnovský ve Slezsku (1623–1627), v roce 1592 se oženil s Annou Marií Šemberovou z Boskovic a Černé Hory.
- Marie Zuzana (1570–1580)
- Johana (/† 1571)
- Kateřina (1572–1643), provdaná 1592 za Wolfganga Viléma z Wolkersdorfu († 1616)
- Vejkart (1574–1577)
- Judita (1575–1621), provdaná v roce 1595 za Jana Jáchyma z Zinzendorf-Pottendorfu († 1626)
- Jiří Volf (1576–1579)
- Maxmilián (1578–1643), císařský polní maršál, oženil se roku 1597 s Kateřinou Šemberovou z Boskovic. V roce 1623 se stal knížetem z Lichtenštejna.
- Gundakar (1580–1658), císařský politik, sňatek 1623 (Anežka Východofríská) a 1618 (Alžběta Lukrécie Těšínská). V roce 1623 se stal knížetem.